# Анатомия страсти (сезон 3)
Третий сезон американской телевизионной медицинской драмы «Анатомия страсти» стартовал в четверг 21 сентября 2006 и завершился 17 мая 2007 года. Включает в себя 25 эпизодов.

## Сюжет
Сюжет сезона в основном был сосредоточен на переживаниях Иззи из-за смерти Дэнни, её решению вернуться на работу, и тем, что за этим последовало. Брак О’Мэлли и Торрес, выбор Мередит между Дереком и её новым другом Финном, последствия огнестрельных травм Берка и выбор новой главы отделения хирургии также были ключевыми сюжетными линиями сезона. Ближе к финалу у О’Мэлли и Стивенс начался роман, Берк передумал вступать в брак с Янг, Веббер остался на посту главного врача, Торрес была назначена главным ординатором, а О’Мэлли узнал что он не смог сдать экзамен стажёра. В финале сезона сериал покидает доктор Эддисон Монтгомери и отправляется в Лос-Анджелес чтобы начать новую жизнь, которая демонстрируется в спин-оффе «Частная практика».

## Актёры и персонажи
- Эллен Помпео — Мередит Грей
- Сандра О — Кристина Янг
- Кэтрин Хайгл — Иззи Стивенс
- Джастин Чэмберс — Алекс Карев
- Т. Р. Найт — Джордж О’Мэлли
- Чандра Уилсон — Миранда Бейли
- Джеймс Пикенс мл. — Ричард Веббер
- Кейт Уолш — Эддисон Монтгомери
- Сара Рамирес — Кэлли Торрес
- Эрик Дэйн — Марк Слоан
- Исайя Вашингтон — Престон Бёрк
- Патрик Демпси — Дерек Шепард

## Эпизоды
| № общий | № в сезоне | Название                                                           | Режиссёр           | Автор сценария                        | Дата премьеры                 | Зрители в США (млн) |
| --- | ---------- | ------------------------------------------------------------------ | ------------------ | ------------------------------------- | ----------------------------- | ------------------- |
| 37 | 1          | «Time Has Come Today» «Время настало»                              | Дэн Минан          | Шонда Раймс                           | 21 сентября 2006              | 25,41               |
| Мередит должна принять важное решение по поводу своей личной жизни. Эддисон должна разобраться с группой 14-летних девочек и их родителей, чтобы выяснить, кто же является матерью. Кристина проводит время с Берком. Между Веббером и Адель состоялся разговор, после которого Веббер проводит ночь в больнице. Джордж просит совета у Дерека. |            |                                                                    |                    |                                       |                               |                     |
| 38 | 2          | «I Am a Tree» «Я — дерево»                                         | Джефф Мелман       | Криста Вернофф                        | 28 сентября 2006              | 23,48               |
| Кристина знакомится с родителями Берка. Интерны пытаются уговорить Иззи вернуться на работу, а Эддисон берёт отгул. Хирургическая больная возможно живёт свой последний день Некоторые интерны хотят знать, почему Бейли не хочет говорить с Иззи. Мередит пытается определиться между Дереком и Финном и в итоге приходит к решению. Веббер узнаёт, что Келли живёт в больнице. |            |                                                                    |                    |                                       |                               |                     |
| 39 | 3          | «Sometimes a Fantasy» «Иногда это иллюзия»                         | Адам Аркин         | Дебора Кан                            | 5 октября 2006                | 22,80               |
| Сотрудники больницы пытаются отговорить пациента от плановой операции.Кристина пытается помочь Престону справиться с последствиями операции. Алекс проводит день с пациенткой, которая считает себя супергероем и не чувствует боли. Иззи подумывает о возвращении в больницу впервые после смерти Дэнни. Отношения Келли и Джорджа развиваются стремительно. |            |                                                                    |                    |                                       |                               |                     |
| 40 | 4          | «What I Am» «Кто я»                                                | Дэн Лернер         | Аллан Хейнберг                        | 12 октября 2006               | 22,88               |
| Эддисон работает с беременной женщиной по имени Ребекка, которой возможно придётся делать кесарево сечение, и Эддисон сомневается в своём врачебном опыте. Ребекка хочет родить самостоятельно. Кристина делает важный толчок в реабилитации Берка. |            |                                                                    |                    |                                       |                               |                     |
| 41 | 5          | «Oh, the Guilt» «Вина»                                             | Джефф Мелман       | Зоанн Клак, Тони Филан и Джоан Рэтер  | 19 октября 2006               | 22,05               |
| Дерек узнаёт один из секретов Эддисон. Бейли говорит о материнстве и депрессии с матерью больной раком, которой должны сделать операцию, и которая похоже совсем не заботится о своём будущем. |            |                                                                    |                    |                                       |                               |                     |
| 42 | 6          | «Let the Angels Commit» «Доверься ангелам»                         | Джессика Ю         | Стейси МакКи                          | 2 ноября 2006                 | 21,02               |
| Алекс размышляет о своей будущей специализации. Джордж и Эддисон работают с Ноэль. Ноэль беременна двойней, но один плод развивается медленнее другого. У её жениха проблемы. Дерека неожиданно навещает его родная сестра. |            |                                                                    |                    |                                       |                               |                     |
| 43 | 7          | «Where the Boys Are» «Там, где парни»                              | Дэн Минан          | Марк Уайлдинг                         | 9 ноября 2006                 | 20,65               |
| Мужская компания Сиэтл Грейс отправляется в поход. Эддисон и Келли должны объединить свои усилия для спасения жизни пациента. Мередит впервые ассистирует Слоуну, а доктор Бейли ругается с Кристиной из-за её поведения в больнице. |            |                                                                    |                    |                                       |                               |                     |
| 44 | 8          | «Staring at the Sun» «Смотря на солнце»                            | Джефф Мелман       | Габриэль Стэнтон и Гарри Верксмен мл. | 16 ноября 2006                | 20,92               |
| Семья О’Мейли приезжает к Джорджу в больницу. Мередит ищет больше позитива в жизни. Дерек и Эддисон официально развелись, а Ричард пытается спасти свой брак с Адель. |            |                                                                    |                    |                                       |                               |                     |
| 45 | 9          | «From a Whisper to a Scream» «От шёпота до крика»                  | Джули Энн Робинсон | Кип Коиниг                            | 23 ноября 2006                | 18,51               |
| Жертвы ужасной автокатастрофы заполняют приёмную. У Кристины кризис в команде с Берком. Иззи сталкивается с ограничениями своего испытательного срока. |            |                                                                    |                    |                                       |                               |                     |
| 46 | 10         | «Don't Stand So Close to Me» «Не стой со мной рядом»               | Сет Манн           | Каролина Пэйз                         | 30 ноября 2006                | 24,01               |
| Последние события сильно навредили отношениям Кристины и Берка. Сводная сестра Мередит Молли поступает в больницу. Дерек и Марк должны работать вместе, чтобы разъединить двух взрослых братьев - сиамских близнецов. |            |                                                                    |                    |                                       |                               |                     |
| 4748 | 1112       | «Six Days» «Шесть дней»                                            | Грег Ятенес        | Криста Вернофф                        | 11 января 2007 18 января 2007 | 23,03 21,94         |
| После успешной операции на сердце, отец Джорджа переносит операцию по удалению раковой опухоли. Тэтчер Грей приходит в Сиэтл Грейс, чтобы увидеть свою внучку, а Мередит выясняет, что она мешает Дереку крепко спать. Джордж и его семья должны принять тяжёлое решение насчёт Гарольда, который подключён к системе жизнеобеспечения. Мередит разговаривает с отцом. Эддисон жалеет о своём давнем поступке. Иззи отстраняют от операции Хизер после того, как Бейли узнаёт, что Стивенс заплатила за неё.                                          |            |                                                                    |                    |                                       |                               |                     |
| 49 | 13         | «Great Expectations» «Большие надежды»                             | Майкл Гроссман     | Эрик Бучман                           | 25 января 2007                | 21,50               |
| У Джорджа повысилась сексуальная активность. Доктор Бейли собирается открыть бесплатную клинику. Эддисон избегает Алекса. После того как Шеф объявляет о своём уходе, врачи Сиэтл Грейс претендуют на эту должность и делают всё, чтобы проявить свой потенциал. Дерек кричит на Мередит. Берк делает предложение Кристине, а Джордж - Келли. |            |                                                                    |                    |                                       |                               |                     |
| 50 | 14         | «Wishin' and Hopin'» «Желая и надеясь»                             | Джули Энн Робинсон | Тони Филан и Джоан Рэтер              | 1 февраля 2007                | 24,18               |
| Гонка за должность Шефа продолжается. Хирургическая больная ставит под угрозу окружающих её людей. У матери Мередит, страдающей болезнью Альцгеймера, наступают просветления. Кристина и Келли рассматривают предложения руки и сердца. |            |                                                                    |                    |                                       |                               |                     |
| 51 | 15         | «Walk on Water» «Прогулка по воде»                                 | Роб Корн           | Шонда Раймс                           | 8 февраля 2007                | 25,20               |
| Ужасная катастрофа, в которой грузовое судно столкнулось с паромом в Сиэтле, бросает вызов интернам в совершенно разных ситуациях. В то время как Ричард начинает процесс своего увольнения и переживает серьёзные изменения в личной жизни, Кристина пытается сказать Мередит и другим про свою помолвку с Берком. |            |                                                                    |                    |                                       |                               |                     |
| 52 | 16         | «Drowning on Dry Land» «Утопающий на суше»                         | Роб Корн           | Шонда Раймс                           | 15 февраля 2007               | 25,76               |
| Все ищут Мередит. Эддисон решает следить за Алексом. Иззи предпринимает отчаянные попытки справиться с ситуацией, в которой она находится. |            |                                                                    |                    |                                       |                               |                     |
| 53 | 17         | «Some Kind of Miracle» «Чудо»                                      | Адам Аркин         | Шонда Раймс и Марти Ноксон            | 22 февраля 2007               | 27,39               |
| Все живут в надежде, что Мередит выжила. Люди всё ещё заняты устранением последствий крушения парома. Умирает кто-то ещё. |            |                                                                    |                    |                                       |                               |                     |
| 54 | 18         | «Scars and Souvenirs» «Шрамы и сувениры»                           | Джеймс Фраули]     | Дебора Кан                            | 15 марта 2007                 | 22,68               |
| Гонка за должностью Шефа обостряется, когда новый претендент вклинивается в борьбу. Напряжение между Иззи и Джорджем нарастает, а Келли открывает большую тайну. Дерек спасает жизнь своей близкой подруге. Алекс продолжает работать с неизвестной беременной, потерявшей память. |            |                                                                    |                    |                                       |                               |                     |
| 55 | 19         | «My Favorite Mistake» «Моя любимая ошибка»                         | Тамра Дэвис        | Крис Ван Дазен                        | 22 марта 2007                 | 22,30               |
| Джордж знакомится со своим новым тестем (и не может произвести на него хорошее впечатление). Алекс показывает неизвестной её новое лицо. Совет акционеров больницы начинает собеседования с претендентами на место Шефа. |            |                                                                    |                    |                                       |                               |                     |
| 56 | 20         | «Time After Time» «Раз за разом»                                   | Кристофер Мисиано  | Стейси МакКи                          | 19 апреля 2007                | 21,12               |
| Родная дочь Иззи поступает в больницу с диагнозом «лейкемия». Приёмные родители девочки просят Иззи стать донором костного мозга для их дочери. Дерек осознаёт, что Мередит стоит у него на пути к повышению. Марлоу продолжает вмешиваться в личную жизнь Кристины и Берка. Мередит сближается со своей мачехой. Возможные родители Эвы приезжают опознать её, но вскоре понимают, что она не их дочь. |            |                                                                    |                    |                                       |                               |                     |
| 57 | 21         | «Desire» «Желание»                                                 | Том Верика         | Марк Уайлдинг                         | 26 апреля 2007                | 20,08               |
| Интерны Сиэтл Грейс готовятся к грядущему экзамену. Тем временем у претендентов на должность зав. хирургией есть шанс проявить себя с лучшей стороны. Глава совета Сиэтл Грейс попадает в больницу с необычной жалобой. Келли против отношений Иззи с Джорджем. |            |                                                                    |                    |                                       |                               |                     |
| 5859 | 2223       | «The Other Side of This Life» «Другая сторона этой жизни»          | Майкл Гроссман     | Шонда Раймс                           | 3 мая 2007                    | 21,23               |
| Мередит продолжает работать над своими отношениями с Тэтчер и Сьюзан. Кристине приходится иметь дело со своей мамой и мамой Берка. Между Мередит и Дереком возникает проблема, требующая скорейшего разрешения. Эддисон видит свою крестницу, которая едет на собеседование по работе. После того, как всё слишком осложнилось в Сиэтле, Эддисон отправляется в Лос-Анджелес, чтобы увидеться со своими друзьями из медицинского колледжа. Дерек должен провести срочную операцию. Беременная женщина должна выяснить, кто является отцом её ребёнка. |            |                                                                    |                    |                                       |                               |                     |
| 60 | 24         | «Testing 1-2-3» «Тест»                                             | Кристофер Мисиано  | Аллан Хейнберг                        | 10 мая 2007                   | 19,58               |
| Интерны сдают самый важный тест в своей карьере - медицинский экзамен после первого года работы в больнице. В это время ординаторы занимаются тремя пострадавшими скалолазами. Кристина мучается над написанием своей свадебной клятвы. |            |                                                                    |                    |                                       |                               |                     |
| 61 | 25         | «Didn't We Almost Have It All?» «Разве у нас нет почти что всего?» | Роб Корн           | Тони Филан и Джоан Рэтер              | 17 мая 2007                   | 22,57               |
| Наступает день свадьбы Кристины и Берка. В этот же день приходят результаты экзаменов интернов. Гонка за место Шефа подошла к концу. Объявлено имя нового главного ординатора. Келли и Джордж принимают серьёзное решение |            |                                                                    |                    |                                       |                               |                     |

## Выпуск на DVD
| Анатомия страсти: Полный третий сезон — Сильно расширенный                                                        | | | | | |
| Детали комплекта                                                                                                  | Детали комплекта                                                                                                  | Детали комплекта                                                                                                  | Особенности | Особенности | Особенности |
| - 25 эпизодов (1 расширенный) - Комплект из 7 дисков - Английский (Dolby Digital 5.1 Surround) - Аудиокомментарии | - 25 эпизодов (1 расширенный) - Комплект из 7 дисков - Английский (Dolby Digital 5.1 Surround) - Аудиокомментарии | - 25 эпизодов (1 расширенный) - Комплект из 7 дисков - Английский (Dolby Digital 5.1 Surround) - Аудиокомментарии | - Расширенные эпизоды - Наматывая обороты с Патриком Демпси — Проведите время с Патриком Демпси на трассе - Рецепт успеха: Сделай Джейн Доу звездой - Хорошая медицина: Любимые сцены | - Расширенные эпизоды - Наматывая обороты с Патриком Демпси — Проведите время с Патриком Демпси на трассе - Рецепт успеха: Сделай Джейн Доу звездой - Хорошая медицина: Любимые сцены | - Расширенные эпизоды - Наматывая обороты с Патриком Демпси — Проведите время с Патриком Демпси на трассе - Рецепт успеха: Сделай Джейн Доу звездой - Хорошая медицина: Любимые сцены |
| Даты релиза | | | | | |
| Регион 1 | Регион 1 | Регион 2 | Регион 2 | Регион 4 | Регион 4 |
| 11 сентября 2007                                                                                                  | 11 сентября 2007                                                                                                  | 15 сентября 2008                                                                                                  | 15 сентября 2008 | 31 октября 2007 | 31 октября 2007 |